# Cassiculus melanicterus
Cassiculus melanicterus é uma espécie de ave da família Icteridae.
Pode ser encontrada nos seguintes países: Guatemala e México.
Os seus habitats naturais são: florestas secas tropicais ou subtropicais e florestas secundárias altamente degradadas.